# LW50MG
LW50MG (англ. Lightweight .50 Machine Gun) или XM806 — экспериментальный американский крупнокалиберный пулемёт. Разработка началась в 2009 году и была отменена в 2012. Является развитием американской программы XM307ACSW (XM312). Дальнейшие работы по LW50MG были отменёны в июле 2012, армия США предпочла сосредоточиться на модернизации М2 до уровня М2А1.

## Описание
Отличается высокой точностью стрельбы на дальностях до 2000 метров, что превращает его в эффективное антиснайперское средство. Он имеет воздушное охлаждение ствола. Ствол быстросменный. Автоматика работает на отводе пороховых газов и отдаче ствола, запирание осуществляется поворотным затвором. При этом ствол, затворная коробка и газоотводный узел двигаются внутри корпуса с ограничительным демпфером и возвратной пружиной. В результате, по сравнению с М2, отдача снижена на 60 %. Стрельба ведётся с открытого затвора. Возможен одиночный огонь. LW50MG весит 18 кг, что на 49 % меньше веса М2. Располагался пулемёт на новом станке XM205 весом 10,3 кг. Но при этом скорострельность ниже чем у М2. LW50MG отличается более простым устройством. Фактически пулемёт LW50MG стал упрощённым и удешевлённым вариантом XM312, лишившись возможности смены калибра, смены направления подачи ленты (исчезла возможность использования двух лент одновременно как в CIS 50MG) и получив упрощённые прицелы.